# Anton von Saltza
Anton Iegorovitch Saltza (en russe : Антон Егорович Зальца, en allemand : Anton von Saltza) est un général russe de la Première Guerre mondiale, né en 1843 et mort en 1916.

## Biographie
Il naît à Louga en 1843 dans une famille d'origine germano-balte et décède à Pétrograd en 1916.
Après une formation à l'école des junkers de la garde il sert dans le 4e bataillon de fusiliers dit « famille impériale » de la garde impériale et participe à la répression de l'insurrection polonaise.
Il reçoit pour sa participation à la guerre russo-turque de 1877-1878 l'ordre de Saint-Georges de 4e classe.
Il commande la IVe armée russe au début de la guerre, durant la Bataille de Lemberg et combat contre les troupes austro-hongroises. Il est remplacé par Alexei Evert à la tête de la IVe armée russe.